# Frédéric Demolder
Pour les articles homonymes, voir Demolder.
Frédéric "Fred" Demolder est un monteur son belge.

## Filmographie (sélection)
- 2001 : Jeu de cons de Jean-Michel Verner
- 2005 : Trouble d'Harry Cleven
- 2007 : Un secret de Claude Miller
- 2009 : Mr Nobody de Jaco Van Dormael
- 2010 : Kill Me Please d'Olias Barco
- 2010 : Nous trois de Renaud Bertrand
- 2010 : Sans queue ni tête de Jeanne Labrune
- 2011 : Les Nuits rouges du Bourreau de Jade de Julien Carbon et Laurent Courtiaud
- 2012 : Ernest et Célestine de Stéphane Aubier, Vincent Patar et Benjamin Renner
- 2012 : Ombline de Stéphane Cazes
- 2012 : Le Guetteur de Michele Placido
- 2012 : L'amour dure trois ans de Frédéric Beigbeder
- 2013 : 100% cachemire de Valérie Lemercier
- 2013 : Casse-tête chinois de Cédric Klapisch
- 2014 : La Famille Bélier d'Éric Lartigau
- 2014 : Lou ! Journal infime de Julien Neel
- 2015 : La Dame dans l'auto avec des lunettes et un fusil de Joann Sfar
- 2015 : Rosalie Blum de Julien Rappeneau
- 2016 : L'Idéal de Frédéric Beigbeder
- 2016 : La Tour de contrôle infernale d'Éric Judor
- 2016 : L'Odyssée de Jérôme Salle

## Distinctions

### Récompenses
- Magritte 2014 : Magritte du meilleur son pour Ernest et Célestine
- César 2017 : César du meilleur son pour L'Odyssée

### Nominations
- Magritte 2011 : Magritte du meilleur son pour Mr Nobody
- Césars 2021 : Meilleur son pour Antoinette dans les Cévennes